# Nowe Miasto (Praga)

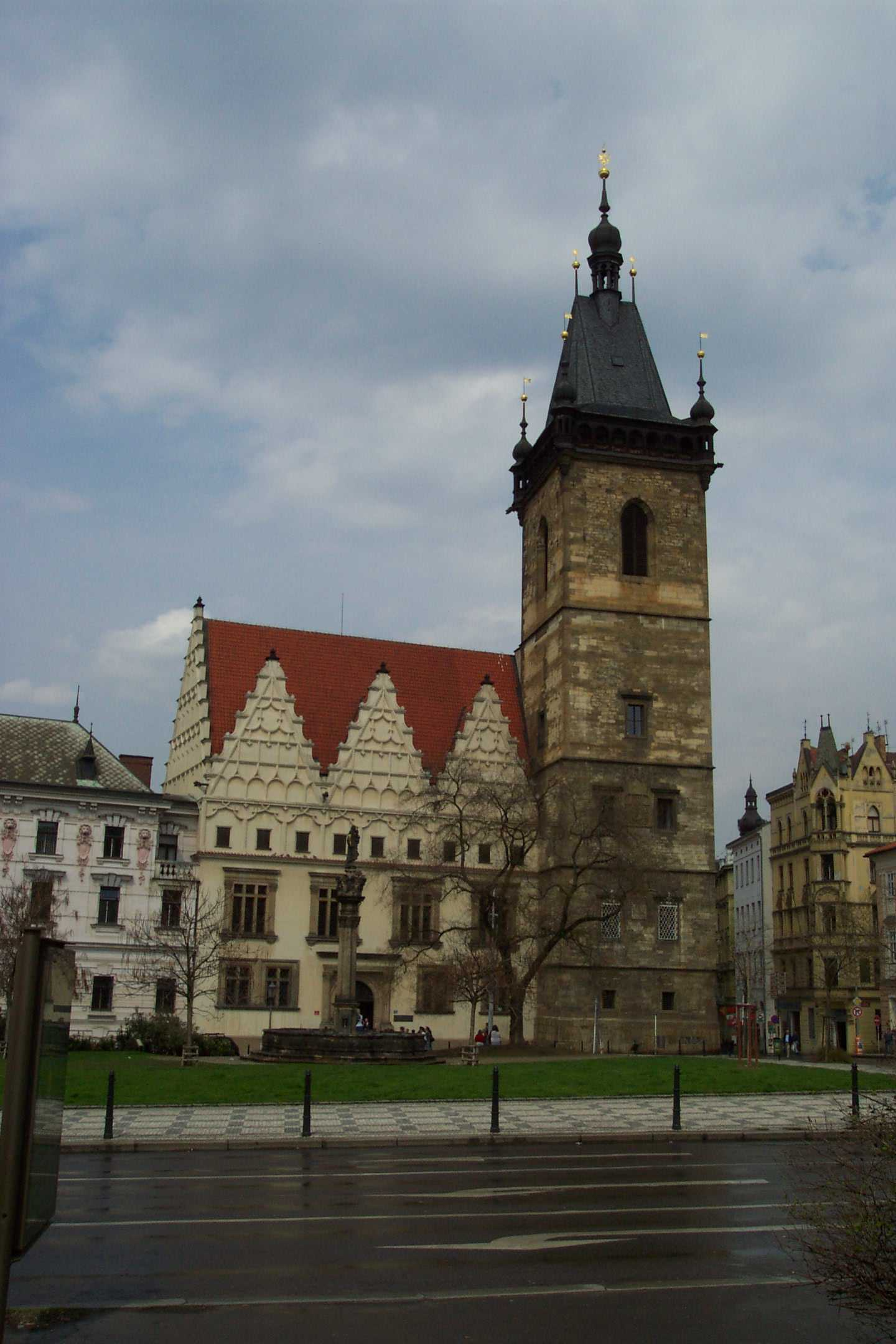
Ratusz nowomiejski

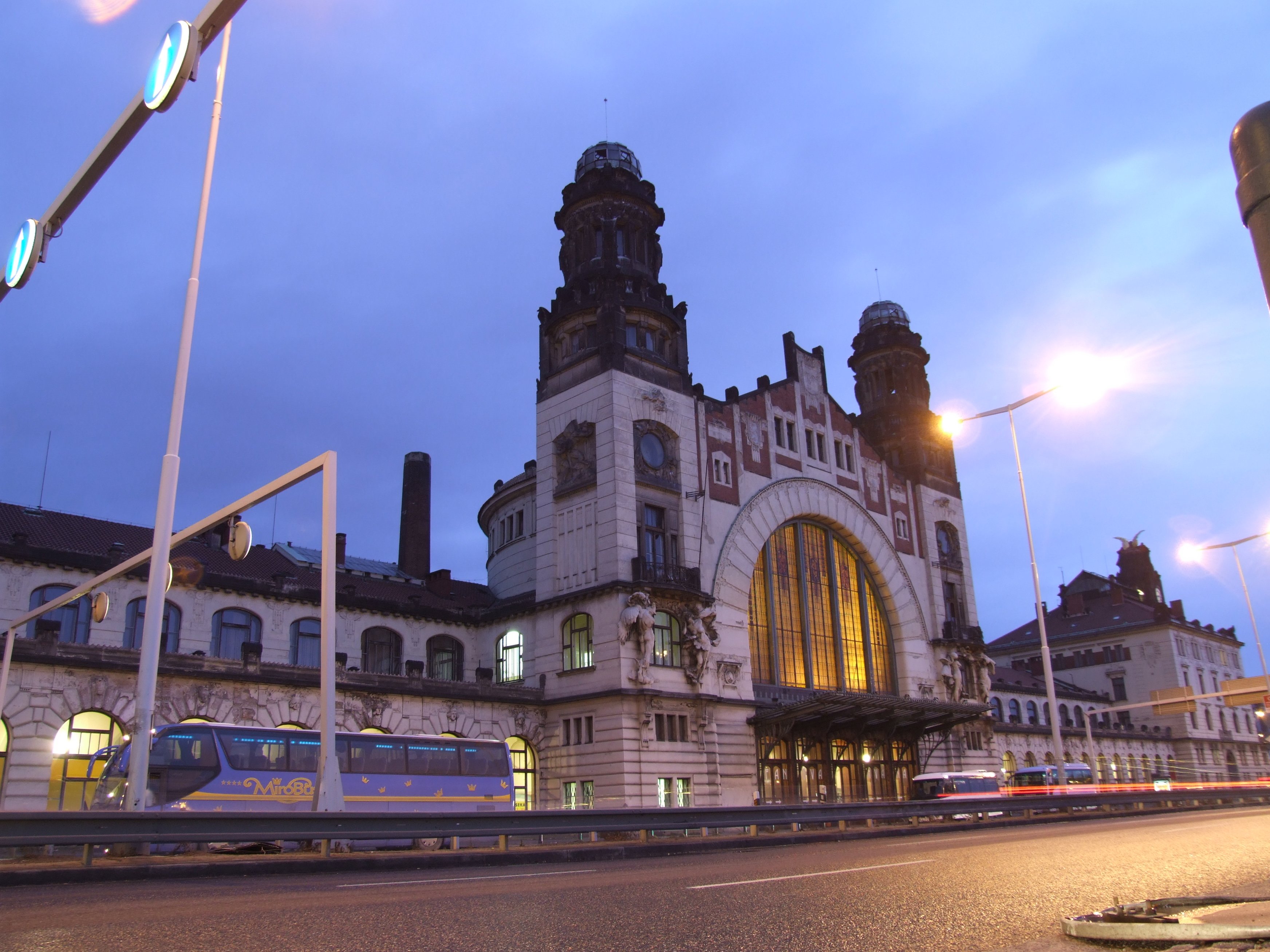
Dworzec Główny (Hlavní nádraží)

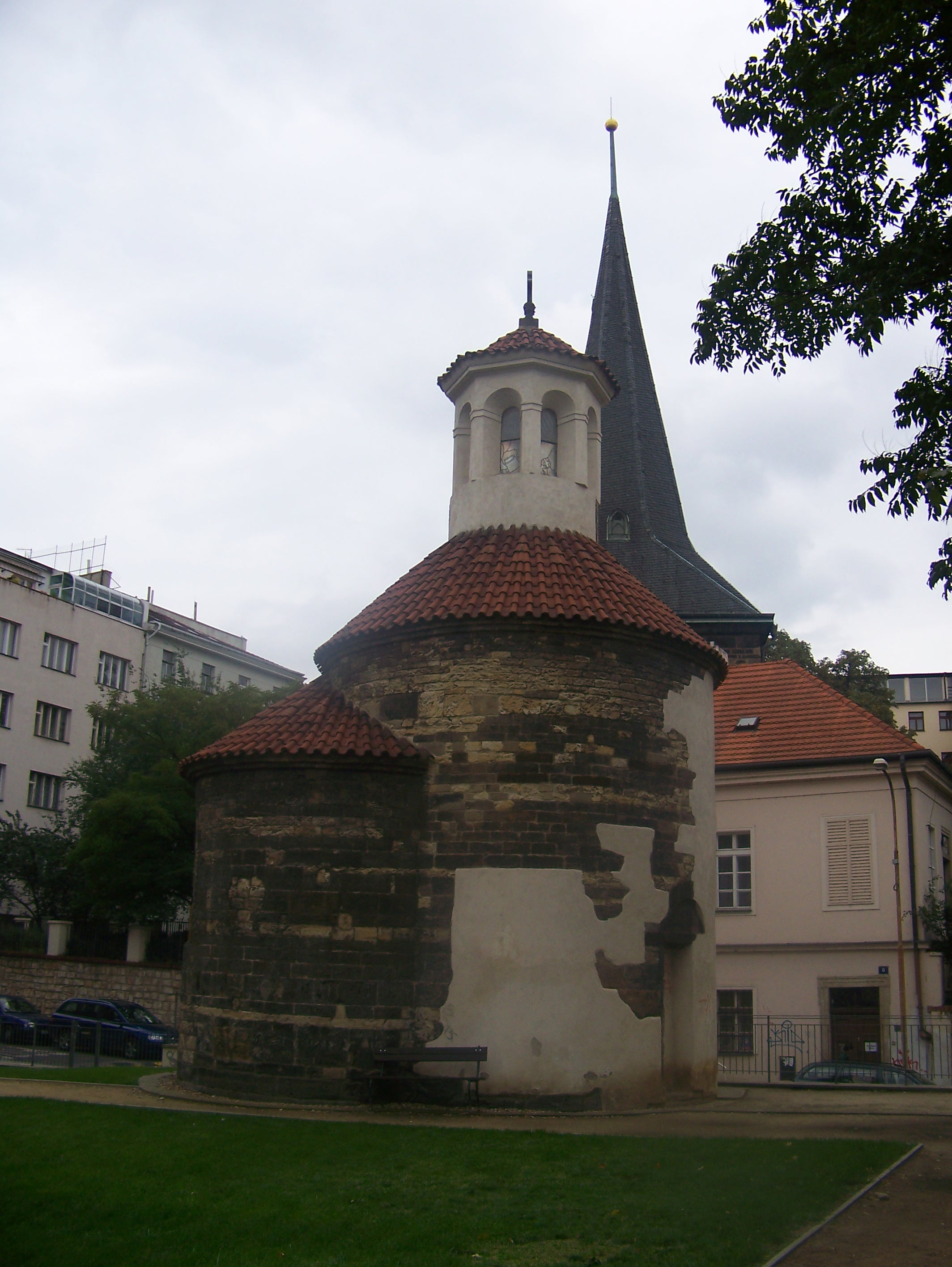
Rotunda św. Longina

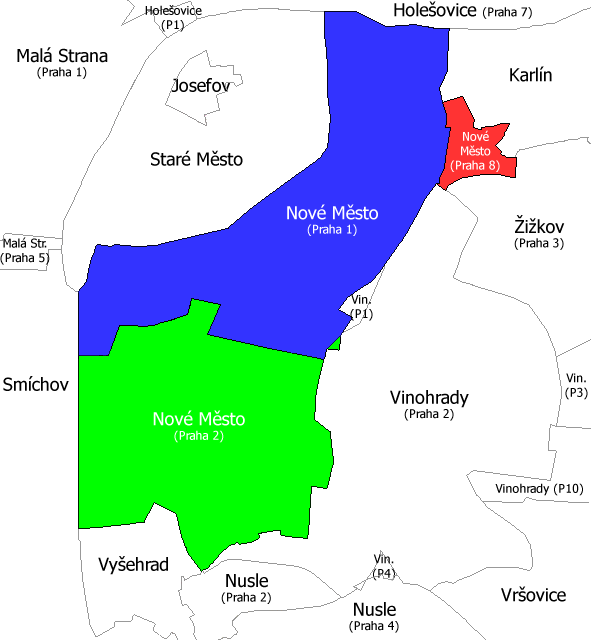
Podział katastralny dzielnicy

Nowe Miasto (czes. Nové Město, niem. Neustadt) – dzielnica Pragi, położona na prawym brzegu Wełtawy, na południe i wschód od Starego Miasta, do 1784 samodzielny organizm miejski, obecnie główna dzielnica handlowa Pragi.
Mimo swej nazwy historia Nowego Miasta sięga XIV wieku - założył je w 1348 król czeski Karol IV Luksemburski na południe od Starego Miasta. Miało połączyć obwarowaną siedzibę królewską - Wyszehrad ze Starym Miastem i Hradczanami. W obrębie ówczesnych murów otaczających praskie miasta Nowe Miasto zajmowało trzecią część, natomiast od 1378 liczba mieszkańców praskich miast podwoiła się.
Miasto zostało zaprojektowane w sposób wyprzedzający swoją epokę - szerokie ulice i wielkie place handlowe miały być godne swojej roli - stolicy Świętego Cesarstwa Rzymskiego Narodu Niemieckiego. Przyczynić się do tego miała również fundacja najstarszego w tej części Europy uniwersytetu, do której doszło w tym samym roku co lokacja Nowego Miasta.
Świetność Nowego Miasta nie trwała jednak długo - wkrótce stało się jednym z najbiedniejszych rejonów Pragi, miejscem, gdzie rodziły się radykalne ruchy społeczne i religijne. Mieszkańcy gorąco popierali husytów w okresie walk religijnych (z nowomiejskiego ratusza wyrzucono katolickich rajców podczas pierwszej defenestracji).
W 1784 Nowe Miasto straciło samodzielność i weszło, wraz z innymi historycznymi miastami, w skład zjednoczonej Pragi jako jedna z dzielnic.
Większość istniejących dzisiaj budynków pochodzi z drugiej połowy XIX wieku, kiedy władze miejskie rozpoczęły likwidację slumsów i całkowicie przebudowały dzielnicę (podobnie jak Josefov). Ze starszej zabudowy pozostała średniowieczna siatka ulic, kościoły i nieliczne, najbardziej wartościowe obiekty, a ich miejsca zajęły reprezentacyjne kamienice bogatych przedsiębiorców oraz gmachy użyteczności publicznej w różnych stylach architektonicznych (najbardziej widoczna jest secesja).
Obecnie Nowe Miasto jest rzadziej odwiedzane przez turystów niż inne centralne dzielnice miasta; posiada jednak wiele interesujących miejsc oraz sprzyjających odpoczynkowi parków.

## Najciekawsze miejsca i obiekty
- Plac Wacława (Václavské náměstí) - który jest właściwie ulicą. Miejsce ważnych w historii Czech przełomowych momentów (m.in. aksamitnej rewolucji, z piękną secesyjną zabudową i Muzeum Narodowym.
- Obecní dům - na placu Republiki - jeden z najciekawszych secesyjnych budynków Pragi.
- Plac Karola (Karlovo náměstí) - były targ bydlęcy, a obecnie niewielki park miejski, obok którego znajduje się nowomiejski ratusz z XIV wieku, który od 1784 stał się siedzibą sądu oraz więzienia. Miejsce pierwszej defenestracji.
- Kościół św. Cyryla i Metodego (Kostel sv. Cyrila a Metoděje) - pochodząca z XVIII wieku świątynia prawosławna była po zamordowaniu w 1942 Reinharda Heydricha miejscem ostatniej walki czeskich komandosów z gestapo i SS.
- Romańska rotunda św. Longina (Rotunda sv. Longina) z XII wieku.
- Muzeum Narodowe (Národní muzeum) na placu św. Wacława.
- Główny dworzec kolejowy (Praha hlavní nádraží, Wilsonovo nádraží) - dzisiejszy wygląd zaprojektowany przez Josefa Fantę i otwarty w 1909 jako Franz Joseph Bahnhof (pierwszy dworzec istniał w tym miejscu od lat 70. XIX wieku). Przebudowany w stylu secesyjnym, w okresie socjalizmu dobudowano część współczesną. Dawne główne wejście i główna hala są obecnie najwyższą kondygnacją.
- Dworzec Masaryka (Masarykovo nádraží) – najstarszy istniejący praski dworzec kolejowy zbudowany w stylu empirowo-neorenesansowym w 1845. Obecnie pojawiają się plany jego likwidacji i zmiany przeznaczenia jego zabudowań.
- Tańczący dom (Tančící dům) Jeden z najsłynniejszych praskich budynków jest nazywany również z sympatią: "Ginger i Fred" (na cześć znanej pary tancerzy- Freda Astaira i Ginger Rogers). Zaprojektowany został przez Franka Gehry'ego[1]. Tańczący dom przylega do kamienicy rodziny Wacława Havla.